# Marcelo Sosa
Marcelo Fabián Sosa Farías, né le 2 juin 1978 à Montevideo, est un joueur de football uruguayen. Évoluant au poste de milieu de terrain défensif, il porte le maillot de nombreux clubs, dans cinq pays différents. Il est sélectionné en équipe d'Uruguay entre 2003 et 2005. 

## Biographie

### Carrière en club
Sosa commence sa carrière au Danubio FC, dont il est un joueur important pendant plusieurs saisons. En janvier 2004, il est transféré au FC Spartak Moscou, en Russie. Malgré un contrat de quatre ans, il est libéré six mois plus tard et rejoint l'Atlético Madrid en Espagne, où il signe un contrat de trois ans.
Malgré 28 apparitions, Sosa n'impressionne pas et se trouve prêté la saison suivante au CA Osasuna. Il y joue relativement peu.

À son retour, il est prêté à River Plate en Argentine, pendant la fin 2006. En janvier 2007, Sosa est libéré de son contrat et rentre à Montevideo. Il signe au Club Nacional. 

Un an et demi plus tard, Sosa, âgé alors de 31 ans, revient en Uruguay et signe au Peñarol. En février 2011, il signe au Racing Club de Montevideo un contrat de six mois.

### Carrière internationale
Sosa fait ses débuts en sélection le 9 juillet 2003, au cours des matchs de qualification pour la Coupe du monde 2006. Il est titulaire pendant la Copa América 2004, compétition lors de laquelle l'Uruguay termine à la troisième place.
Il honore ses dernières sélections en novembre 2005, lors des matchs de barrages pour la Coupe du monde 2006 remportés par l'Uruguay. Il compte un total de deux buts en 27 ou 29 sélections.

## Palmarès
Avec Peñarol
- Champion d'Uruguay en 2010